# Angaeus comatulus
Angaeus comatulus là một loài nhện trong họ Thomisidae.
Loài này thuộc chi Angaeus. Angaeus comatulus được Eugène Simon miêu tả năm 1909.